# Агапов, Сергей Тимофеевич
Серге́й Тимофе́евич Ага́пов (24 сентября 1932 — 4 мая 2006) — Герой Советского Союза, заслуженный лётчик-испытатель СССР, майор (1969), мастер спорта СССР международного класса.

## Биография
Родился 24 сентября 1932 года в деревне Варваровка Нижне-Волжского края (ныне урочище на территории Хвалынского района Саратовской области). С 1933 года жил в городе Горький (ныне — Нижний Новгород). В 1949 году окончил Горьковскую спецшколу ВВС.
В армии с августа 1949 года. В 1952 году окончил Омское военное авиационное училище лётчиков и Высшую офицерскую авиационно-инструкторскую школу (город Грозный). Был на лётно-инструкторской работе: в Омском военном авиационном училище лётчиков (1952—1953), в Энгельсском (Тамбовском) военном авиационном училище лётчиков (1953—1957), в Камышинском военно-морском авиационном училище лётчиков (1957—1959). С июня 1959 года капитан С. Т. Агапов — в запасе.
В 1960 году окончил Школу лётчиков-испытателей, в 1966 году — Московский авиационный институт.
В 1960—1988 — лётчик-испытатель ОКБ А. Н. Туполева. Совершил первый полёт и провёл испытания опытного сверхзвукового перехватчика Ту-128ЛЛ (в 1964 году), сверхзвукового стратегического бомбардировщика Ту-160 (в 1981—1986 годах). Провёл испытания реактивных пассажирских самолётов Ту-134А и Ту-154, а также реактивного бомбардировщика Ту-16К на критических режимах; выполнил большой объём испытательных работ на первом в мире сверхзвуковом пассажирском самолёте Ту-144.
Жил в городе Жуковский Московской области. Умер 4 мая 2006 года. Похоронен на Быковском кладбище в Жуковском.

## Мировые авиационные рекорды
Установил 14 мировых авиационных рекордов:
- 13 июля 1983 года — 4 рекорда скорости (2.031,55 км/ч на 1.000-км замкнутом маршруте с грузом 5, 10, 20 и 30 тонн) на самолёте Ту-144Д;
- 20 июля 1983 года — 5 рекордов скорости (2.012,26 км/ч на 2.000-км замкнутом маршруте без груза, а также с грузом 5, 10, 20 и 30 тонн) и 5 рекордов грузоподъёмности (высота 18.200 м с грузом 10, 15, 20, 25 и 30 тонн) на самолёте Ту-144Д.

## Награды
- Герой Советского Союза (12.08.1982)
- орден Ленина (12.08.1982)
- орден Трудового Красного Знамени (22.09.1972)
- медаль «За трудовую доблесть» (31.07.1961)
- другие медали

## Почётные звания
- Заслуженный лётчик-испытатель СССР (13.08.1976)
- Мастер спорта СССР международного класса